# Дражевник
Дражевник (словен. Draževnik) је насељено место у општини Доброва–Полхов Градец, Средњесловенска регија, Словенија.

## Историја
До територијалне реорганизације у Словенији била је у саставу града Љубљане, односно стара општина Вич–Рудник.

## Становништво
У попису становништва из 2011 ., Дражевник је имао 122 становника.
| Број становника према пописима | Број становника према пописима | Број становника према пописима |
| ------------------------------ | ------------------------------ | ------------------------------ |
| 1991                           | 2002                           | 2011                           |
| 66                             | 109                            | 122                            |

Напомена: Године 2012. извршена је мања размена територије између насеља Дражевник и Команија.